# Endurance Motor
Die Endurance Motor Company war ein britischer Hersteller von Automobilen.
1899 begann das Unternehmen aus Coventry mit der Produktion von zwei Pkw-Modellen, die den Fahrzeugen von Benz & Cie. ähnelten. Ein Einzylindermotor mit wahlweise 4,5 PS oder 6 PS Leistung trieb über Riemen die Hinterachse an. Sie erreichten nicht annähernd die Qualität der Originale und wurden dem Namen Endurance, deutsch Ausdauer, nicht gerecht.
Ein Verkaufserfolg waren die Fahrzeuge nicht, und im Jahr 1901 wurde die Produktion aufgegeben.